# Gymnetis punctipennis
Gymnetis punctipennis är en skalbaggsart som beskrevs av Hermann Burmeister 1842. Gymnetis punctipennis ingår i släktet Gymnetis och familjen Cetoniidae. Utöver nominatformen finns också underarten G. p. theresana.